# Wahlbezirk Schlesien 12
Der Wahlbezirk Schlesien 12 war ein Wahlkreis für die Wahlen zum Abgeordnetenhaus im österreichischen Kronland Schlesien. Der Wahlbezirk wurde 1907 mit der Einführung der Reichsratswahlordnung geschaffen und bestand bis zum Zusammenbruch der Habsburgermonarchie.

## Geschichte
Nachdem der Reichsrat im Herbst 1906 das allgemeine, gleiche, geheime und direkte Männerwahlrecht beschlossen hatte, wurde mit 26. Jänner 1907 die große Wahlrechtsreform durch Sanktionierung von Kaiser Franz Joseph I. gültig. Mit der neuen Reichsratswahlordnung schuf man insgesamt 416 Wahlbezirke, wobei mit Ausnahme Galiziens in jedem Wahlbezirk ein Abgeordneter im Zuge der Reichsratswahl gewählt wurde. Der Abgeordnete musste sich dabei im ersten Wahlgang oder in einer Stichwahl mit absoluter Mehrheit durchsetzen. Der Wahlkreis Schlesien 12 umfasste die Gerichtsbezirke Friedeck und Polnisch Ostrau.
Aus der Reichsratswahl 1907 ging der Sozialdemokrat Čeněk Pospíšil als Sieger hervor. Bei der Reichsratswahl 1911 setzte sich der Böhmische Agrarier František Pavlok durch.

## Wahlergebnisse

### Reichsratswahl 1907
Die Reichsratswahl 1907 wurde am 14. Mai 1907 (erster Wahlgang) durchgeführt. Die Stichwahl entfiel auf Grund der absoluten Mehrheit für Čeněk Pospíšil im ersten Wahlgang.
| Kandidat                                                                     | Partei                        | Wahlkreisstimmen | Prozent |
| ---------------------------------------------------------------------------- | ----------------------------- | ---------------- | ------- |
| Čeněk Pospíšil                                                               | Tschechische Sozialdemokraten | 5715             | %       |
| Václav Hruby                                                                 | Tschechischen Nationalpartei  | 3854             | %       |
| Johann Satinsky                                                              | Tschechischer Agrarier        | 67               | %       |
|                                                                              | Sonstige Parteien             | 67               | %       |
| Wahlberechtigte: 10319, Ungültige/Leere Stimmen: 90, Wahlbeteiligung: 94,9 % |                               |                  |         |

### Reichsratswahl 1911
Die Reichsratswahl 1911 wurde am 13. Juni 1911 sowie am 20. Juni 1911 (Stichwahl) durchgeführt.
| Kandidat                                                                    | Partei                                       | Wahlkreisstimmen | Prozent |
| --------------------------------------------------------------------------- | -------------------------------------------- | ---------------- | ------- |
| Čeněk Pospíšil                                                              | Tschechisch-autonomistische Sozialdemokraten | 4539             | %       |
| František Pavlok                                                            | Tschechischer Agrarier                       | 3240             | %       |
| Adalbert Brda                                                               | Tschechisch-zentralistische Sozialdemokraten | 1309             | %       |
| Ludwig Schindler                                                            | Deutschfreundliche Polen                     | 734              | %       |
|                                                                             | Sonstige Parteien                            | 17               | %       |
| Wahlberechtigte: 10587 Ungültige/Leere Stimmen: 85, Wahlbeteiligung: 93,7 % |                                              |                  |         |

#### Stichwahl
| Kandidat                                                                | Partei                                       | Wahlkreisstimmen | Prozent |
| ----------------------------------------------------------------------- | -------------------------------------------- | ---------------- | ------- |
| František Pavlok                                                        | Tschechischer Agrarier                       | 4881             | %       |
| Čeněk Pospíšil                                                          | Tschechisch-autonomistische Sozialdemokraten | 4676             | %       |
| Wahlberechtigte: 10587, Ungültige Stimmen: 129, Wahlbeteiligung: 91,5 % |                                              |                  |         |